# Wasili Baranowski
Wasili (eller Basili) Baranowski (Василий Гаврилович Барановский), född 1 februari 1890 i Sankt Petersburg, död 1945 var en pianist och tonsättare av polsk-rysk härkomst.
Efter avslutade juridiska studier inträdde Baranowski 1911 i Ministerrådets kansli i Sankt Petersburg, blev aktuarie där 1914 och fullbordade samma år sina musikstudier vid Sankt Petersburgs konservatorium. 1914-15 var han anställd vid generalguvernörskansliet i Helsingfors och bosatte sig 1918 i Sverige. Baranowski blev 1923 svensk medborgare. I sina kompositioner (en pianokonsert i A-dur, en sonat, en sonatin och ett flertal genresaker för piano med mera) var han en färgstark musiker, influerad av nyare fransk och rysk musik.
1923 gifte han sig med violinisten Nora Duesberg-Baranowski.